# Ягодное (Новомосковский район)
Ягодное (укр. Ягідне) — село,
Песчанский сельский совет,
Новомосковский район,
Днепропетровская область,
Украина.
Код КОАТУУ — 1223285504. Население по переписи 2001 года составляло 312 человек .

## Географическое положение
Село Ягодное находится в 3-х км от левого берега реки Татарка.
По селу протекает пересыхающий ручей,
выше по течению которого примыкает село Лозоватка (Синельниковский район).
Рядом проходит автомобильная дорога М-18 (E 105).